# North Tonawanda
North Tonawanda ist eine US-amerikanische Stadt im Niagara County des Bundesstaats New York. Das U.S. Census Bureau hat bei der Volkszählung 2020 eine Einwohnerzahl von 30.496 ermittelt.
Sie ist Teil der Buffalo-Niagara Falls Metropolitan Statistical Area. Die Stadt ist nach dem Tonawanda Creek benannt, einem Fluss der im Niagara mündet, der die Südgrenze der Stadt bildet. Tonawanda bedeutet in der Sprache des Indianerstamms Seneca „schnell fließendes Wasser“. North Tonawanda ist die zweitgrößte Stadt im Niagara County, nach Niagara Falls.

## Geografie
North Tonawanda liegt auf der Nordseite des Eriekanal/Tonawanda Creek, gegenüber dem Erie County und den Gemeinden der City of Tonawanda und der Town of Amherst. Die Stadt Wheatfield grenzt im Norden und Osten an North Tonawanda; der Niagara River bildet die westliche Grenze, der Tonawanda Creek die südliche. Außerdem befindet sich an der südwestlichen Ecke der Stadt die Insel Tonawanda Island, die durch den Little River (Teil des East Branch des Niagara River) vom Festland getrennt ist und zum Stadtgebiet gehört.

## Geschichte
Nachdem die ersten Siedler 1809 angekommen waren, wurde North Tonawanda ab Mai 1836 Teil der Stadt Wheatfield im Niagara County. Nachdem North Tonawanda am 8. Mai 1865 ein Village geworden war, wurde es am 24. April 1897 zur Stadt erhoben. North Tonawanda ist als „The Lumber City“ bekannt, weil es von der Mitte des 19. Jahrhunderts bis in die 1970er Jahre ein bedeutendes Zentrum für Holztransport und -spedition war, da Holz in dieser Gegend leicht verfügbar war.

## Demografie
Nach der einer Schätzung von 2019 leben in North Tonawanda 30.245 Menschen. Die Bevölkerung teilt sich 2017 auf in 92,1 % Weiße, 1,5 % Afroamerikaner, 0,4 % Asiaten und 1,8 % mit zwei oder mehr Ethnizitäten. Hispanics oder Latinos aller Ethnien machten 2,2 % der Bevölkerung aus. Die Armutsquote lag bei 8,8 % der Bevölkerung. Die Wohnungspreise und das Haushaltseinkommen lagen unter dem Durchschnitt des Staates New York. In den letzten Jahren verlor der Ort beständig an Einwohnern.
| Jahr      | 1940   | 1950   | 1960   | 1970   | 1980   | 1990   | 2000   | 2010   | 2020   |
| --------- | ------ | ------ | ------ | ------ | ------ | ------ | ------ | ------ | ------ |
| Einwohner | 20.254 | 24.731 | 34.757 | 36.012 | 35.760 | 34.989 | 33.262 | 31.568 | 30.496 |

## Bildung
Die öffentlichen Schulen von North Tonawanda sind die North Tonawanda High School, North Tonawanda Middle School, Drake Elementary School, North Tonawanda Intermediate School, Spruce Elementary School, und Ohio Elementary School.

## Söhne und Töchter der Stadt
- Henry P. Smith (1911–1995), Politiker
- Jim Hurtubise (1932–1989), Autorennfahrer
- Robert Mangold (* 1937), Maler
- Donald Smith (* 1968), Ruderer